# Das Geisterschloss (Spiel)
Das Geisterschloss, oder auch das Geisterschloß, ist ein von Virginia Charves entwickeltes Brettspiel für zwei bis vier Spieler. Das Spiel wurde 1990 mit dem Sonderpreis Kinderspiel der Jury des Spiel des Jahres ausgezeichnet.

## Spielablauf
Das für Spieler ab sechs Jahren empfohlene Spiel soll etwa 25 Minuten dauern.
Auf dem Spielbrett ist das namensgebende Geisterschloss mit seinen zahlreichen Fenstern abgebildet. In jedem Fenster ist der Schatten einer Spukgestalt wie beispielsweise Vampir, Skelett, Mumie oder Bettlakengespenst abgebildet. Die Spieler müssen diese nach dem Memory-Prinzip den auf den Spielkarten abgebildeten Spukgestalten zuordnen. Dabei verändert sich die Zusammensetzung im Laufe des Spiels.

## Kritiken
Auf spielphase.de wurde das Geisterschloss als nettes Kinderspiel eingeschätzt, das für Erwachsene allerdings zu einfach sei. Der Aufdeckmechanismus sei witzig.

## Auszeichnungen
Das Spiel wurde 1990 mit dem Sonderpreis Kinderspiel ausgezeichnet.